# الغواصة الألمانية يو-12 (1935)
غواصة يو-12 غواصة يو بوت ألمانية من الفئة الثانية بي بنيت ل سلاح بحرية ألمانيا النازية كريغسمارينه، في أحواض بناء السفن الألمانية التابع لشركة جرمانيا لبناء السفن في كيل خلال الحرب العالمية الثانية.